# Uomini uomini uomini
Uomini uomini uomini è un film del 1995 diretto e interpretato da Christian De Sica.

## Trama
Quattro amici omosessuali: Vittorio, un architetto che si innamora di Alex, uno dei suoi dipendenti; Sandro, divorziato con un figlio e che lavora nel mondo del cinema; Dado, uno stimato medico e Tony, titolare di un negozio di abbigliamento maschile.
I quattro, soliti ritrovarsi per confidarsi e chiedersi consigli reciproci su come affrontare relazioni e amori passeggeri, finiscono col convivere coi loro problemi quotidiani causati da una società non ancora pronta ad accettare la loro omosessualità, senza però mai perdere il sorriso e la voglia di scherzare.
Sandro si riavvicina al figlio, Dado, malato di cuore da tempo ad insaputa degli amici, muore d'infarto, Tony grazie ad un colpo di fortuna vola a New York a fare il commerciante di alta moda, e Vittorio riallaccia il rapporto con Alex, che nel frattempo si è sposato.

## Distribuzione
Il film è uscito nei cinema italiani il 2 marzo 1995.

## Incassi
La pellicola incassò 2612849 €

## Luoghi delle riprese
Le riprese sono state realizzate a Roma presso Luna Park 'Luneur', Colosseo, Palazzo Patrizi Costaguti in Piazza Mattei 10, Via Masolino da Panicale 15, Largo del Nazareno 25, Lungotevere Flaminio 76, Basilica di San Nicola in Carcere e Palazzo Mattei Paganica in Piazza Paganica; a Sabaudia presso Via Lungomare 134 e Municipio di Sabaudia Archiviato il 29 agosto 2012 in Internet Archive. in Piazza del Comune 1.